# Herny
Herny [ɛʁni] (deutsch Herlingen) ist eine französische Gemeinde mit 519 Einwohnern (Stand 1. Januar 2022) im Département Moselle in der Region Grand Est (bis 2015 Lothringen).

## Geographie
Die Gemeinde liegt etwa 27 Kilometer südöstlich von Metz, 22 Kilometer südlich von Boulay-Moselle (Bolchen)  und zehn Kilometer südwestlich von Faulquemont (Falkenberg). 
Zu Herny gehören die Weiler Hernicourt und Seutry. 

## Geschichte
Ältere Ortsbezeichnungen sind Harnex, Hernex (1409), Harney (1442), Herney (1497), Herneyo (1537) und Harny (1756).  Der Ort lag an der alten Römerstraße von Metz nach Straßburg und gehörte früher zum Bistum Metz, einem Fürstbistum des Heiligen Römischen Reichs. Im 15. Jahrhundert war Herny noch teilweise deutschsprachig. In einer Urkunde von 1481 finden sich die deutschen und romanischen Personennamen Ludeman, Hanneman, Mengin, Leschevin, Pantel und Drowin. 1552 wurde die Ortschaft zusammen mit Lothringen von Frankreich besetzt und annektiert, das sich den Besitz 1648 im Westfälischen Frieden bestätigen lassen konnte.
Im Deutsch-Französischen Krieg hielt sich König Wilhelm I. von Preußen kurzzeitig in Herny auf, nachdem er am 11. August 1870 die Grenze bei St. Avold überschritten hatte. Der Monarch hatte das Schlachtfeld von Spichern besucht und am 12. August sein Quartier im Pfarrhaus von Herny genommen.
Durch den Frankfurter Frieden vom 10. Mai 1871 kam das Gebiet an das deutsche Reichsland Elsaß-Lothringen, und das Dorf wurde dem Kreis Bolchen im Bezirk Lothringen zugeordnet. Französisch blieb aber Amts- und Umgangssprache. Die Dorfbewohner betrieben Getreide-, Ölsaat-, Hanf-, Hopfen-, Obst- und Gemüsebau.
Nach dem Ersten Weltkrieg musste die Region aufgrund der Bestimmungen des Versailler Vertrags 1919 an Frankreich abgetreten werden. Im Zweiten Weltkrieg war die Region von der deutschen Wehrmacht besetzt, und der Ort stand bis 1944 unter deutscher Verwaltung.

### Bevölkerungsentwicklung
| Jahr      | 1962 | 1968 | 1975 | 1982 | 1990 | 1999 | 2007 | 2019 |
| Einwohner | 454  | 450  | 450  | 436  | 412  | 394  | 461  | 521  |

## Sehenswürdigkeiten
- Kirche Saint-Étienne (St. Stephanus)
- Kapelle Notre-Dame-de-Bonsecours (Mariahilf-Kapelle) im Ortsteil Seutry

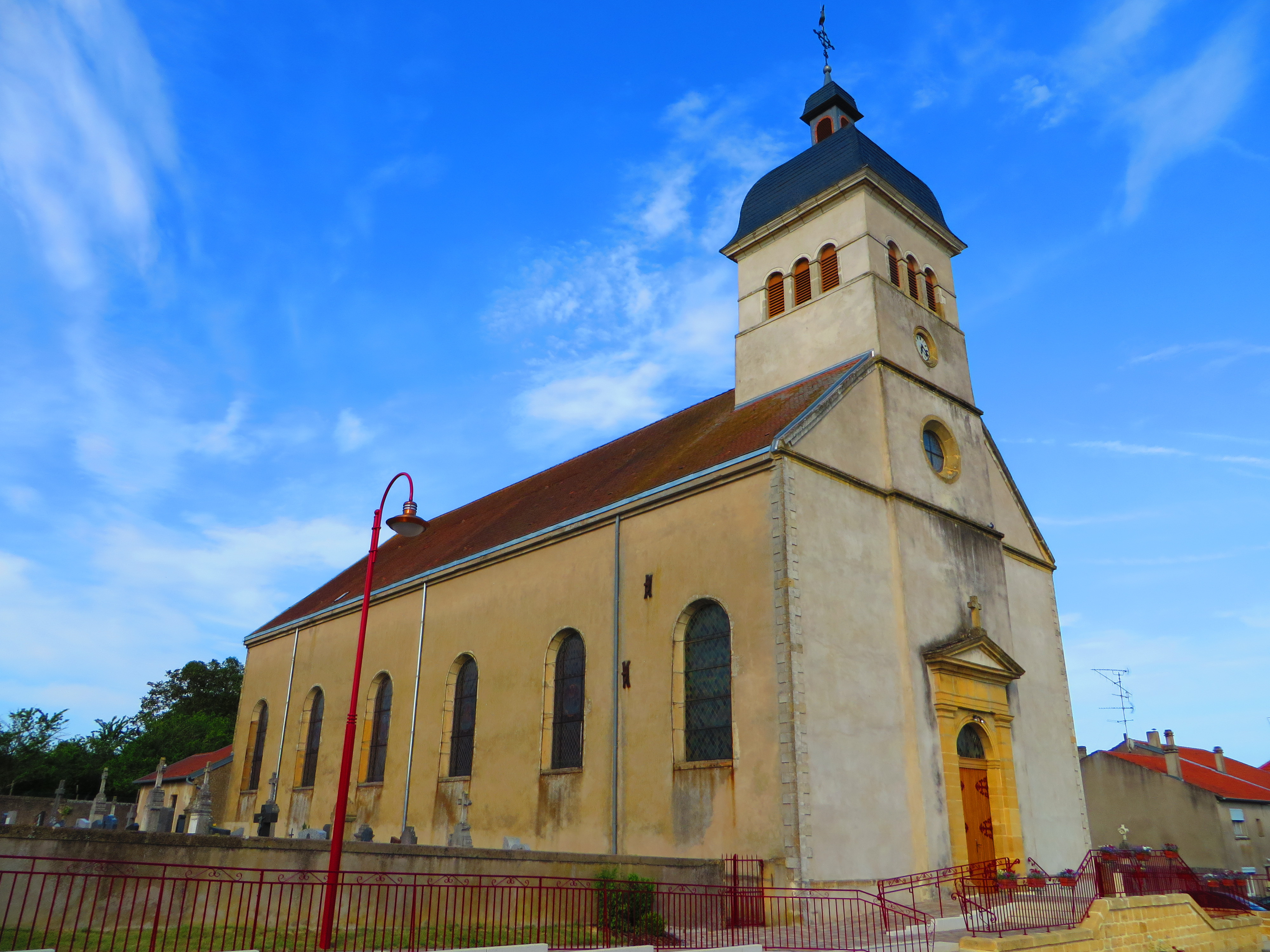
Kirche St. Étienne
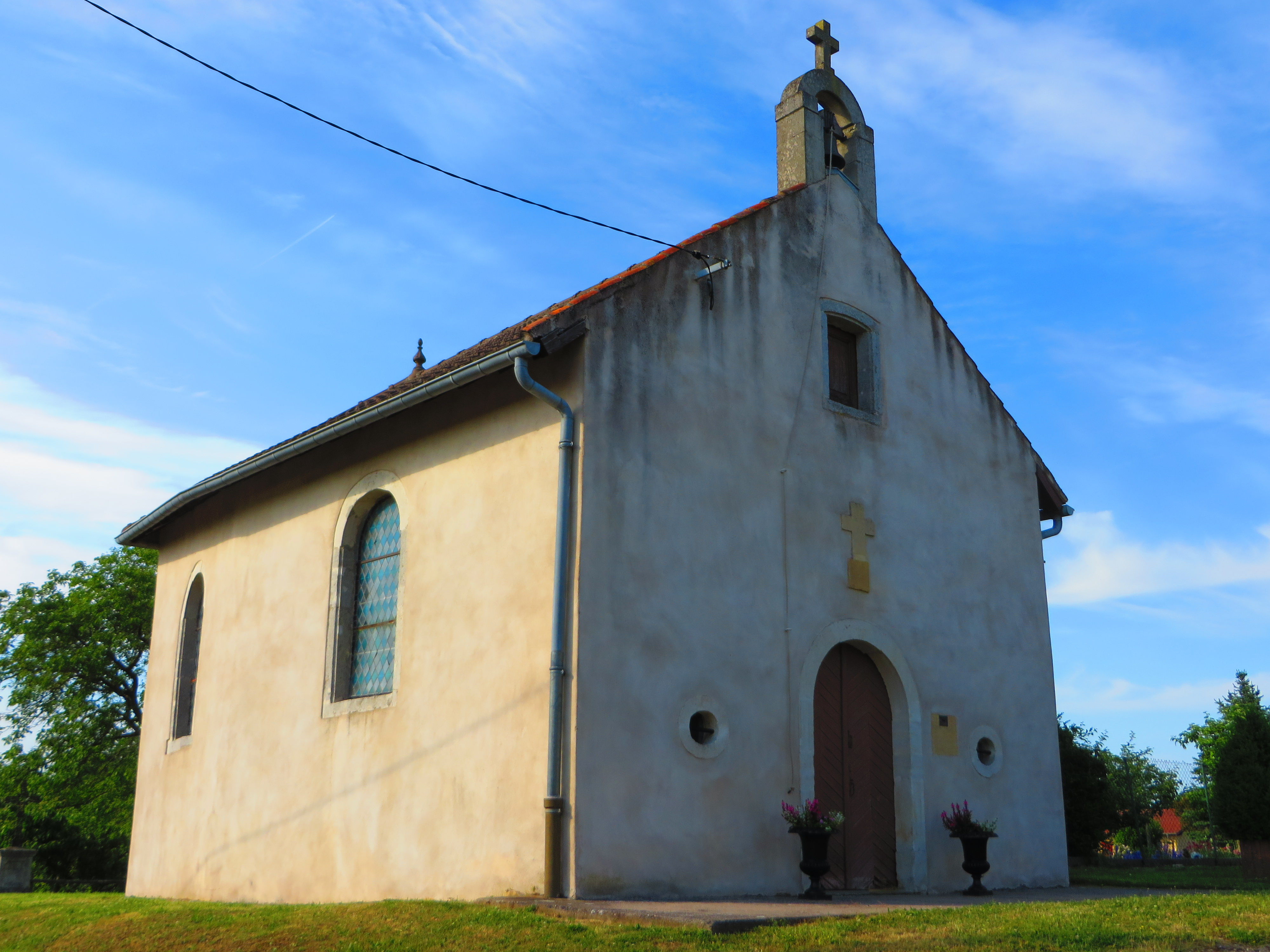
Mariahilf-Kapelle